# ئی‌تی‌ای (ترانه)
«ئی‌تی‌ای» (انگلیسی: ETA) ترانه‌ای از گروه دخترانه اهل کره جنوبی، نیوجینز از دومین آلبوم چندآهنگه (ئی‌پی) گروه به نام بلند شو (۲۰۲۳) است. ادور این ترانه را در ۲۱ ژوئیه ۲۰۲۳ منتشر کرد. فیلم‌برداری موزیک ویدئوی این ترانه با همکاری اپل در بارسلون و به‌طور کامل با آیفون ۱۴ پرو انجام شد.

## جدول‌های موسیقی
| جدول (۲۰۲۳)                                        | بالاترین جایگاه |
| -------------------------------------------------- | --------------- |
| استرالیا (ای‌آرآی‌ای)                                | ۳۴              |
| کانادا (۱۰۰ تک‌آهنگ داغ کانادا)                     | ۴۸              |
| ۲۰۰ آهنگ جهانی (بیلبورد)                           | ۱۲              |
| هنگ کنگ (بیلبورد)                                  | ۳               |
| اندونزی (بیلبورد)                                  | ۲۳              |
| ژاپن (ژاپن هات ۱۰۰)                                | ۸               |
| تک‌آهنگ‌های ترکیبی ژاپن (اوریکون)                    | ۱۰              |
| مالزی (بیلبورد)                                    | ۵               |
| نیوزیلند (آرام‌ان‌زد)                                | ۳۶              |
| فیلیپین (بیلبورد)                                  | ۲۴              |
| سنگاپور (آرآی‌ای‌اس)                                 | ۳               |
| کره جنوبی (گائون)                                  | ۲               |
| تایوان (بیلبورد)                                   | ۵               |
| مستقل بریتانیا (اوسی‌سی)                            | ۴۴              |
| بیلبورد هات ۱۰۰ ایالات متحده                       | ۸۱              |
| فروش جهانی ترانه‌های دیجیتال ایالات متحده (بیلبورد) | ۵               |
| ویتنام (ویتنام هات ۱۰۰)                            | ۱۱              |

| جدول (۲۰۲۳)       | جایگاه |
| ----------------- | ------ |
| کره جنوبی (گائون) | ۲      |

| جدول (۲۰۲۳)          | جایگاه |
| -------------------- | ------ |
| گلوبال ۲۰۰ (بیلبورد) | ۱۹۷    |
| کره جنوبی (گائون)    | ۲۴     |

## گواهی‌نامه‌ها
| منطقه                                  | گواهی  | واحد گواهی‌شده/فروش |
| استریم                                 | استریم | استریم             |
| -------------------------------------- | ------ | ------------------ |
| ژاپن (آرآی‌ای‌جی)                        | پلاتین | ۱۰۰٬۰۰۰٬۰۰۰        |
| رقم فقط پخش جاری تنها بر پایهٔ گواهی‌ها. |        |                    |

## تاریخچه انتشار
| منطقه | تاریخ         | فرمت                  | ناشر | منابع  |
| ----- | ------------- | --------------------- | ---- | ------ |
| مختلف | ۲۱ ژوئیه ۲۰۲۳ | دانلود دیجیتال استریم | ادور | [ ۲۳ ] |